# 쇼킹! 지구 끝까지
《쇼킹! 지구 끝까지》는 JTBC의 예능 프로그램이다. 제작진이 전 세계 각국의 신종사기 수법을 낱낱이 파헤치는 프로그램이다.

## 방송 시간
- 2013년 7월 12일 ~ 2013년 9월 27일 : 금요일 오후 7시 10분